# Markovics Mátyás Antal
Markovics Mátyás Antal, más írásmóddal Markovits (Pest, 1751. szeptember 4. – Pest, 1832. július 23.) jogi doktor, királyi tanácsos, egyetemi tanár.

## Élete
A pest piarista gimnáziumba járt. Az egyetemen bölcseleti tanulmányait elvégezte, majd Bécsbe ment, ahol Martinitől, Rieggertől és Sonnenfelstől a jogot tanulta. Amikor 1774-ben Mária Terézia az iskolák reformját életbe léptette, a nagyszombati jogi karhoz segédtanárnak nevezték ki. 
1776-ban jogi doktori rangot nyert és ugyanabban évben a természeti jog, hazai s államjog tanárának neveztetett ki a győri akadémiához és 1780-ban az egyházi jog tanár lett a pesti egyetemen, ahol csakhamar nagy hírre tett szert és II. József fizetésjavításban részesítette. 1790-ben és 1802-ben az egyetem rektora volt. 1791. február 24-én magyar nemességet nyert, 1802-ben pedig királyi tanácsosi címet kapott. 1806-ban lemondott tanári állásáról és a királyi tábla bírája, majd a budai helytartó-tanács tanulmányi felelügyelőségének tagja és az egyetemi nyomda igazgatója lett. 1830-ban utóbbi hivatalától felmentetett. Két évvel később, 1832-ben hunyt el Pesten.

## Művei
Nyomtatásban megjelent:
- Dissertatio inauguralis juridica de fontibus juris hungarici, quam exantlatis ex omnigena jurisprudentia rigorosis examinibus, una cum adnexis ex universis jur positionibus ... pro consequenda doctoralis juris laurea in universitate Tyrnaviensi data cuilibet opponendi facultate publicae eruditorum disquisitioni subjicit. 1776. Tyrnaviae
- Principia juris ecclesiastici regni Hungariae. Budae, 1786

Kéziratban a Magyar Nemzeti Múzeumban: 
- Positiones juris naturae & civitatis in praesens compendium redigit Franciscus Nagy. Jaurini, 1778. ívrét 508 lap
- Praelectiones publicae de jure naturae publico universalit et jure gentium. Jaurini, 1779. 4rét 501 lap
- Praelectiones Juris ecclesiastici communis et Ungarici. Pestini, 1805
- Commentatio de territorio regni Hungariae 4rét 96 lap

Kéziratban a budapesti egyetemi könyvtárban: 
- Insitutionum juris ecclesiastici libri duo, ívrét 208 és 320 lap
- Praecognita iuris ecclesiastici universi, ívrét 226 levél
- Prolegomena in metaphysicam, Dissertatio secunda, de cosmologia, Physiologia, Dissertatio quarta, ex theologia naturali, 8rét 275 lap. Finis dei 3. Aprilis 1802. scribendo impositus. (Akadémiai előadások)
- Introductio in theologiam moralem christiano-catholicam, 4rét 7 félív
- Theologia moralis christiano-catholica communis, 4rét 455 lap
- Introductio in theologiam moralem christiano-catholicam, 4rét 103 félív
- Introductio in theologiam moralem christianam, 4rét 411 lap és 69 félív
- Theologia moralis christiana, csonka, 4rét 149-576 lap
- Theologia moralis chirstiana applicata, 4rét 97 félív
- Introductio in ethicam christianam, 4rét 114 félív
- Theologiae moralis christianae practica, töredék, és más teológiai és morális iratok töredéke
- Synopsis theologiae dogmaticae 2 levél
- Catalogus librorum 21. Aug. 1802. confectus 9 lap
- Sermo dictus exordio anni scholastici 1839-1840. die 7. Oct. 21 lap
- Oratio dei 30. Sept. 1810. dicta ad Franciscum Oszvald dum decederet munere rectoris magnifici 9 l.